# 约翰·伊夫林
约翰·伊夫林（英語： 1620年10月31日—1706年2月27日），英格兰作家、园艺家、日记作家，皇家学会创始人之一。他的日记与同时代的塞缪尔·皮普斯一同记述了当时的文化、艺术和政治情况，是研究当时英格兰社会的重要资料。